# Грушевский, Михаил Сергеевич
Михаи́л Серге́евич Груше́вский (укр. Миха́йло Сергі́йович Груше́вський; 17 (29) сентября 1866, Холм, Царство Польское, Российская империя — 24 ноября 1934, Кисловодск, РСФСР, СССР) — украинский историк, общественный и политический деятель, революционер. Один из лидеров украинского национального движения, председатель Украинской Центральной рады, профессор Львовского университета (1894—1914), академик ВУАН и Академии наук СССР, член НТШ и Чешской академии наук и искусств. Основатель украинской научной историографии.
Грушевский наиболее известен как автор «Истории Украины-Руси» — десятитомной монографии, ставшей основополагающим трудом в истории украинистики и повлёкшей острые научные споры. Он отстаивал тезис об обособленности славянского населения на территории нынешней Украины, начиная с середины I тысячелетия нашей эры, таким образом, Грушевский постулировал концепцию неразрывного этнокультурного развития в регионе, которое, по его мнению, в конечном итоге привело к формированию особого этноса, отличного от других восточных славян. Согласно концепции Грушевского, Киевская Русь рассматривалась как форма украинской государственности, то есть как «Украина-Русь». Опираясь на данное историографическое допущение, Грушевский, с одной стороны, провозглашал этногенетическое различие украинского и русского народов и принципиальное расхождение векторов их развития, а с другой стороны, постулировал государственную преемственность украинцев как гегемона в отношении Киевской Руси. При этом политика собирания русских земель от Ивана III до Екатерины II рассматривалась Грушевским как сугубо негативное явление.

## Биография

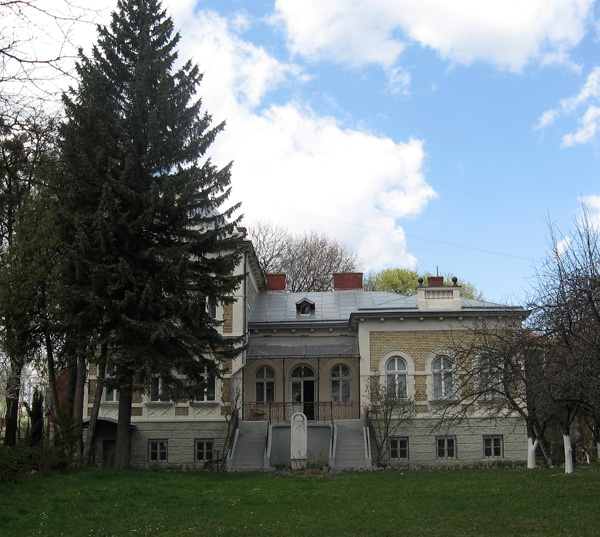
Усадьба М. Грушевского во Львове, в которой он жил с 1894 по 1914 год. С 1998 года музей Грушевского

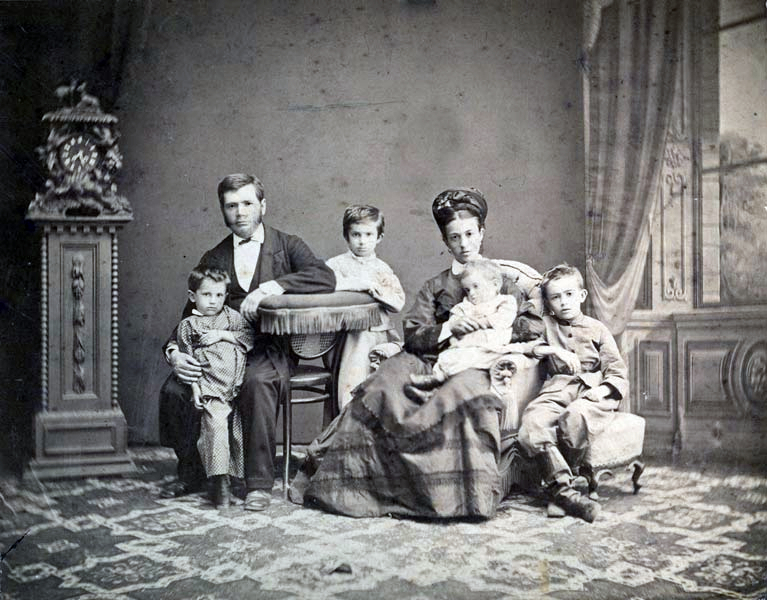
Сергей Фёдорович и Глафира Захарьевна Грушевские с детьми. Слева направо: Захар, Анна, Фёдор, Михаил Ставрополь, около 1876

По отцовской линии Михаил Грушевский возводил свой род к казацкому роду Грушей-Грушевских, упоминаемому в казачьих реестрах с XVII века, одна ветвь которого стала впоследствии лицами духовного звания.
Родился он в Холме (ныне Хелм, Польша) в семье профессора русской словесности Сергея Фёдоровича Грушевского и Глафиры Захаровны Грушевской (в девичестве — Опокова), происходившей из семьи священника на Подолье. Ко времени рождения Михаила его отец работал учителем русского языка и словесности в греко-католической гимназии. Сергей Грушевский был автором принятого министерством образования Российской империи и многократно переизданного учебника церковнославянского языка. Авторские права на данный учебник приносили семье, а позже — самому Михаилу Грушевскому, стабильные доходы, позволившие ему сосредоточиться на исторических исследованиях.
Юношеские годы провёл на Кавказе, где учился во 2-й Тифлисской гимназии.

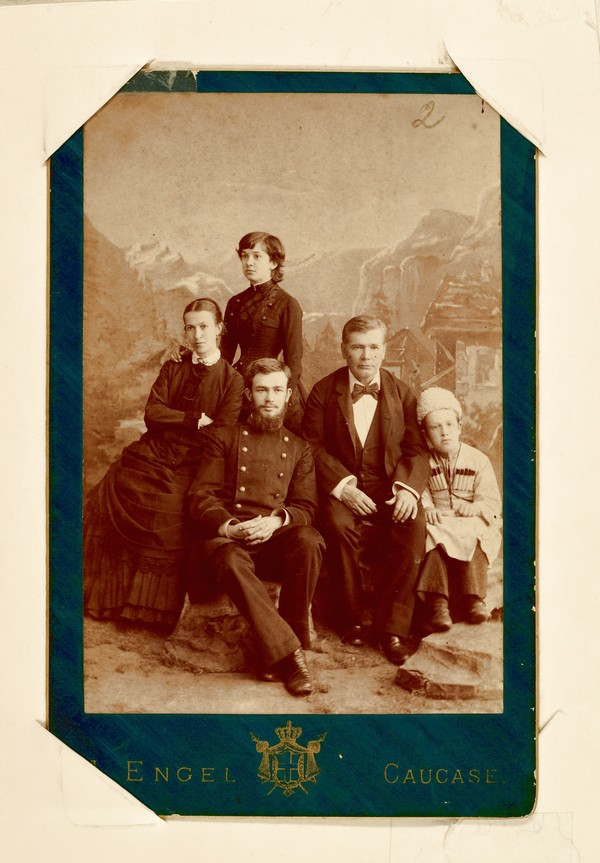
Михаил Грушевский на каникулах во Владикавказе с семьёй 1888 год

В 1886—1890 годы учился на историко-филологическом факультете Киевского университета. За свою студенческую работу «Очерк истории Киевской земли от смерти Ярослава до конца XIV в.» получил золотую медаль и был оставлен при университете.
По окончании университета Грушевский публиковал статьи в «Киевской Старине», «Записках научного общества имени Шевченко», издал два тома материалов в «Архиве Юго-Западной России» (часть VIII, т. I и II). Предисловие к этим материалам составило магистерскую диссертацию Грушевского под названием «Барское староство» (Киев, 1894). В 1894 году защитил магистерскую диссертацию «Барское староство. Исторические очерки».
В своих произведениях Грушевский разработал свою собственную теорию происхождения и развития государственности Киевской Руси и её народа.

### Галицкий период
В 1894 году во Львовском университете (Австро-Венгрия) была открыта кафедра всеобщей истории со специальным обзором истории восточной Европы, которую и занял Грушевский.
Во Львове Грушевским написаны и изданы его исторические работы «Виїмки з джерел до історії України-Русі» (1895), «Описи королівщини в землях руських XVI в.» (1895—1903, в 4 томах), «Розвідки и матеріяли до історіі Украіни-Руси» (1896—1904, в 5 томах) и начал работать над своим главным трудом — «Историей Украины-Руси».
Постепенно Грушевский становится руководителем всей научно-культурной жизни Галиции: с 1895 года работает редактором «Записок Научного общества имени Шевченко», а в 1897 году избран председателем этого общества. Принял на работу в общество лидеров национального движения Галиции — Франко и Павлика. В 1899 году Грушевский активно участвовал в создании Украинской национально-демократической партии в Галиции.
В 1906 году Харьковский университет присвоил Грушевскому степень почётного доктора русской истории. В 1908 году, продолжая оставаться профессором Львовского университета и председателем «Наукового Товариства», Грушевский выставил свою кандидатуру на кафедру в Киевском университете, но получил отказ.

### Арест и ссылка
11 декабря 1914 года Грушевский был арестован в Киеве по обвинению в австрофильстве и причастности к созданию Легиона украинских сечевых стрельцов; после нескольких месяцев тюрьмы выслан по постановлению главного начальника Киевского военного округа в Симбирск «на время состояния местностей, из коих он выслан, на военном положении». 7 апреля 1915 года за М. С. Грушевским по распоряжению Департамента полиции МВД был учреждён гласный полицейский надзор.
Недолго пробыв в Симбирске, с помощью профессора Императорского Петроградского университета А. А. Шахматова М. С. Грушевский получил разрешение поселиться в Казани. 2 сентября 1915 года он выехал из Симбирска. Вместе с М. С. Грушевским следовали его жена М. С. Вояковская и их дочь Екатерина. 4 сентября 1915 года, по прибытии в Казань, он дал подписку казанскому полицмейстеру в том, что не должен никуда отлучаться из города без разрешения казанского губернатора и при переменах квартир заявлять об этом как полицмейстеру, так и соответствующим участковым приставам. В Казани М. С. Грушевский сначала проживал в номерах (гостинице) «Франция», расположенных в центре города на ул. Воскресенской (д. 33), а затем в Суконной слободе — на ул. Большой в «доме Леонтьева» (д. 29, кв. 7.).
Во время пребывания в Казани М. С. Грушевскому удалось убедить сочувствующих ему представителей либеральной интеллигенции в том, что местные условия ставят под угрозу не только его научную работу, но также жизнь и жизнь его родных. За перевод М. С. Грушевского из Казани в Москву перед министром внутренних дел А. Н. Хвостовым ходатайствовали все шесть членов Государственного Совета от Императорской Санкт-Петербургской Академии наук и университетов Д. Д. Гримм, В. И. Вернадский, М. М. Ковалевский, И. Х. Озеров, А. А. Васильев и С. Ф. Ольденбург. В соответствии с прошением М. С. Грушевского, командующим войсками Московского военного округа ему разрешено было «перейти на жительство в город Москву». 9 сентября 1916 года М. С. Грушевский выбыл из Казани в Москву, где и проживал до Февральской революции, после которой вернулся в Киев.
В ссылке М. С. Грушевский написал, в частности, историческую драму «Хмельницький в Переяславі» и «Ярослав Осмомисл», сюжетом которой послужила запись в Ипатьевской летописи об изгнании в 1173 году галичанами князя Ярослава Осмомысла за женитьбу при живой княгине на дочери «смерда».

### 1917—1918 годы

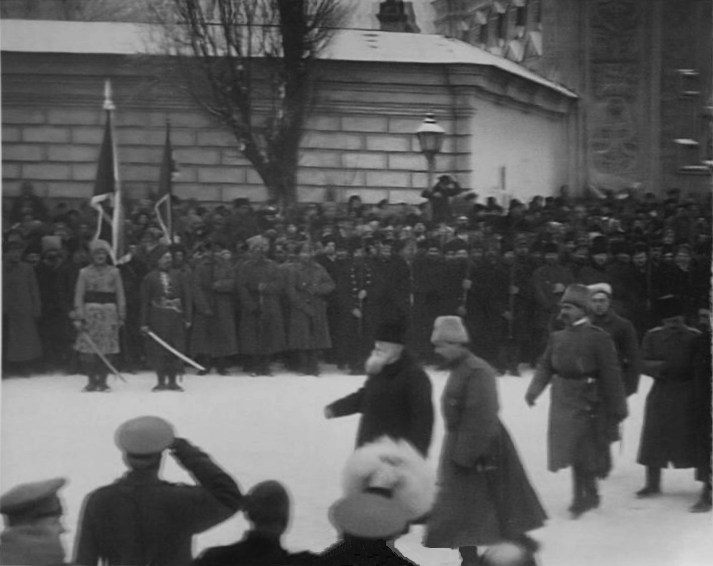
Михаил Грушевский на военном параде в Киеве зимой 1917 года

После Февральской революции 4 (17) марта 1917 года в Киеве на собрании представителей политических, общественных, культурных и профессиональных организаций было объявлено о создании Центральной Рады. 7 (20) марта состоялись выборы её руководства. Председателем УЦР был заочно избран Михаил Грушевский, на тот момент отбывавший ссылку в Москве. 13 (26) марта вернулся в Киев из ссылки. Михаил Грушевский впервые председательствует на заседании Центральной Рады 28 марта. «Собрание приветствуют г. Грушевского», — отмечено в протоколе. С его возвращением многие связывали надежды на прекращение противоречий и объединения демократических сил. Владимира Науменко избирают заместителем председателя Центральной Рады.
Грушевский, до революции придерживавшийся либерально-демократических взглядов, признал возможным в новой обстановке полной политической и национальной свободы форсировать национально-политический процесс. Сделав своей главной опорой украинских эсеров (с которыми Грушевский особенно сблизился) и украинских социал-демократов, он приступил к выполнению кардинальной политической задачи движения — формированию национальной государственности, первоначально в виде национально-территориальной автономии Украины в России, которую впоследствии предполагалось преобразовать в договорную федерацию.
В начале апреля 1917 года состоялся Учредительный съезд Украинской партии социалистов-революционеров (УПСР), одним из основателей которой был Грушевский (вместе с Н. Ковалевским, П. Христюк, В. Голубовичем, Н. Шрагом, Н. Шаповалом и др.)
6—8 (19—21) апреля состоялся Всеукраинский национальный съезд, 900 делегатов которого избрали 150 членов Центральной рады и новый президиум УЦР. М. С. Грушевский был переизбран на пост главой (президентом) УЦР. В этом качестве он вёл переговоры с Временным правительством России о предоставлении Украине автономии.

10 (23) июня Центральная Рада приняла «Первый Универсал», провозгласивший в одностороннем порядке национально-территориальную автономию Украины в составе России.
После Октябрьской социалистической революции в Петрограде УЦР 7 (20) ноября, по инициативе Грушевского, провозгласила Украинскую Народную Республику в составе федеративного государства.
25 ноября 1917 года на всеобщих выборах Грушевский был избран во Всероссийское учредительное собрание по Киевскому округу № 1 — украинские эсеры, Селянская спилка, украинские социал-демократы.
После разгона большевиками Учредительного собрания (6 (18) января 1918 года) Центральная рада провозгласила независимость УНР.
В январе 1918 года киевские большевики подняли восстание, которое было подавлено войсками Центральной рады.
26 января (8 февраля) 1918 года РККА взяла Киев. Центральная Рада бежала.
27 января (9 февраля) 1918 года представители Центральной рады подписали сепаратный мирный договор с Германией и Австро-Венгрией, на основании которого Украина была оккупирована австро-германскими войсками.
Под руководством Грушевского разрабатывалась Конституция УНР. Основоположником исторического мифа о том, что Грушевский был «президентом УНР», который имеет хождение в украинской публицистике и научной литературе, был Дмитрий Дорошенко.
29 апреля 1918 года Центральная рада была упразднена в результате государственного переворота гетмана П. П. Скоропадского, поддержанного оккупационными войсками.

### 1919—1934 годы
В конце марта 1919 уехал в Австрию, создал в Вене Украинский социологический институт. После нескольких обращений Грушевского к украинскому советскому правительству, в которых он осуждал свою контрреволюционную деятельность, ВУЦИК в 1924 году разрешил ему возвратиться на родину для научной работы, чтобы внести теоретические основы в проводившуюся тогда на практике украинизацию. Был профессором истории в Киевском государственном университете, избран академиком Всеукраинской академии наук, руководителем историко-филологического отдела. Возглавлял археографическую комиссию ВУАН, целью существования которой было создание научного описания изданий, напечатанных на территории этнографической Украины в XVI—XVIII веках.  В конце 1920-х годов ряд марксистских историков, в частности М. И. Яворский, выступили с критикой трудов Грушевского и его коллег, занимавшихся исследованиями украинского национального движения второй половины XIX века и акцентировавших вопрос о репрессиях царских властей в отношении украинофилов. Оппоненты Грушевского указывали на недооценку социального, классового фактора, критиковали «буржуазную ограниченность» лидеров украинского национального движения и делали упор на значение русско-украинского революционного сотрудничества.
В 1929 году Грушевский был избран действительным членом АН СССР.
В 1931 году Грушевский был арестован, обвинён в «контрреволюционной деятельности». Ему инкриминировали руководство антисоветским Украинским национальным центром. Репрессиям также подверглись большинство его учеников и сотрудников, которые работали с ним в 1920-х годах.
После освобождения из-под ареста работал в Москве.
В 1934 году выехал на лечение в Кисловодск, где скоропостижно скончался после проведения несложной хирургической операции.

## Судьба семьи
В конце 1930-х годов труды Грушевского были запрещены в СССР, многие родственники (среди них — его дочь, также известный историк) были репрессированы. При преследовании членов семьи Грушевского были использованы показания его бывшего ученика (и одновременно осведомителя НКВД, а позже украинского коллаборациониста) Константина Штеппы.

## Критика

### Со стороны российских деятелей
Исторические воззрения М. С. Грушевского воспринимались неоднозначно и при его жизни, и после смерти, часто встречая неприятие и осуждение в дореволюционной российской историографии. Исключениями были такие историки, как Алексей Шахматов и Александр Пресняков; после революции Грушевский получил одобрение со стороны лидера советских историков 1920-х годов Михаила Покровского, до революции обращавшего внимание на украинское национальное движение.
Начало полемики с Грушевским и его сторонниками прослеживается в русской печати с революции 1905 года. В 1905 году в Харькове были опубликованы критические статья и книга под одним и тем же названием «Учёный труд профессора Грушевского: „Очерки истории украинского народа“». Их автор историк, писатель, член Русского исторического общества Н. М. Павлов осудил украиноцентризм Грушевского и отбрасывание важных аспектов общерусской истории, которые противоречат его концепции. В 1907 году влиятельный киевский общественный деятель и публицист Б. М. Юзефович, ознакомившись с трудами Грушевского, писал о нём как об «учёном-лгуне», особенно это нашло своё резкое отражение в связи с попыткой Грушевского занять место профессора кафедры Русской истории Киевского университета Св. Владимира.
Русский историк И. А. Линниченко выпустил в 1917 году брошюру «Малорусский вопрос и автономия Малороссии. Открытое письмо к профессору Грушевскому», в котором дал критический разбор исторической концепции М. С. Грушевского и предложил тому полемику. Однако М. С. Грушевский вызова не принял. Детальной историографической критике взгляды Грушевского подверг А. Е. Пресняков.
В период гражданской войны непримиримым критиком концепции Украины-Руси М. С. Грушевского был А. В. Стороженко, рассматривавший его подход как попытку облечь политические задачи украинского сепаратизма в историческую форму. Труды Грушевского, с точки зрения Стороженко, отличаются лютой ненавистью к России, к самим названиям: «Русь», «русский», культом революции и необычайной симпатией к иностранному завоеванию России. Первоначальным заказчиком трудов Грушевского в период его деятельности на посту профессора Львовского университета Стороженко считал власти Австро-Венгрии. Среди русской эмиграции первой волны одним из наиболее видных оппонентов Грушевского был князь Александр Волконский.
В первые десятилетия после российской революции «позиция революционного пролетариата» диктовала страх перед «казацкой вольницей» и идеями украинской государственности из Гетманщины. «Иллюстрированная история Украины» Грушевского изымалась.
В 1960-е годы критический труд под названием «Неизвращённая история Украины-Руси», обыгрывающим заглавие главного труда М. С. Грушевского, издал в Нью-Йорке А. И. Дикий (Занкевич).
К критикам Грушевского относились также такие историки как В. А. Мякотин и Т. Д. Флоринский.
Среди умеренных оппонентов, признававших частичную правоту М. С. Грушевского, можно назвать украинского историка А. П. Оглоблина и русского — П. М. Бицилли, опубликовавшего очерк «Проблема русско-украинских отношений в свете истории».

В 2021 г. Владимир Путин обвинил большевиков в проведении коренизации: 
В 20–30-е годы прошлого века большевики активно продвигали политику «коренизации», которая в Украинской ССР проводилась как украинизация. Символично, что в рамках этой политики с согласия советских властей в СССР вернулся и был избран членом Академии наук М. Грушевский – бывший председатель Центральной Рады, один из идеологов украинского национализма, в своё время пользовавшийся поддержкой Австро-Венгрии.

### Со стороны украинских деятелей
Вклад Грушевского в формирование литературной нормы украинского языка был раскритикован писателем Иваном Нечуем-Левицким. С его точки зрения, Грушевский чрезмерно ориентировался на галицкие диалекты.
Дмитрий Донцов, являвшийся одним из основоположников украинского интегрального национализма, в своём киевском дневнике «Рік 1918. Київ» отзывался о Грушевском как о «политическом москвофиле» и констатировал, что «„батько Грушевський“, со всеми его взглядами и с его восхищением Россией, был идолом и флагом всего украинского демократического лагеря».

## Память
- Историко-мемориальный музей Михаила Грушевского в Киеве.
- Во Львове на территории усадьбы где М. С. Грушевский жил до 1914 года, сегодня действует музей его имени — «Государственный мемориальный музей Михаила Грушевского».

Казань. Улица Кремлёвская, 15 (доска демонтирована в 2022 году)

- Мемориальная доска на доме № 2/3, строение 1 по Погодинской улице Москвы, где жил и работал М. С. Грушевский.

- Мемориальная доска на доме № 15 по улице Кремлёвской в Казани, где в 1915 году жил и работал М. С. Грушевский (установлена в 2006 году, демонтирована в 2022 году после российского вторжения на Украину[29]).
- Музей Михаила Грушевского в селе Сестриновка Казатинского района Винницкой области.
- Улица Михаила Грушевского в Днепре (бывшая Карла Либкнехта).
- Улица Михаила Грушевского в Киеве (до 1991 года улица Кирова).
- Улица Михаила Грушевского в Одессе.
- Улица Михаила Грушевского в Запорожье.
- Улица Михаила Грушевского в Виннице.
- Улица Михаила Грушевского в Коростене.

### Изображения на деньгах и марках
Портрет Михаила Грушевского изображён на банкнотах Украины номиналом 50 гривен 1996 и 2004 годов выпуска и на памятных монетах 1996, 2006 и 2016 годов.

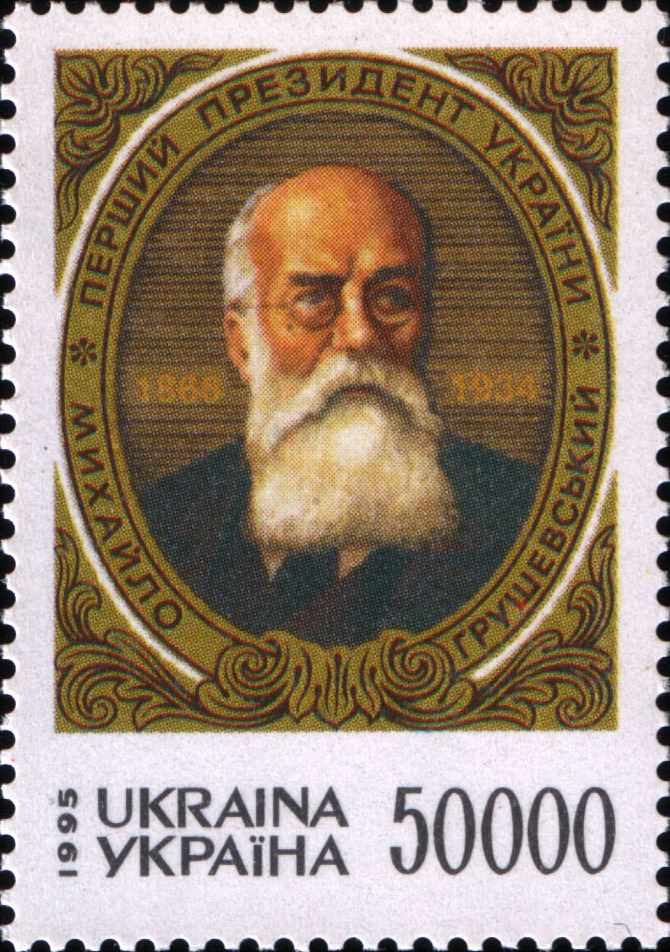
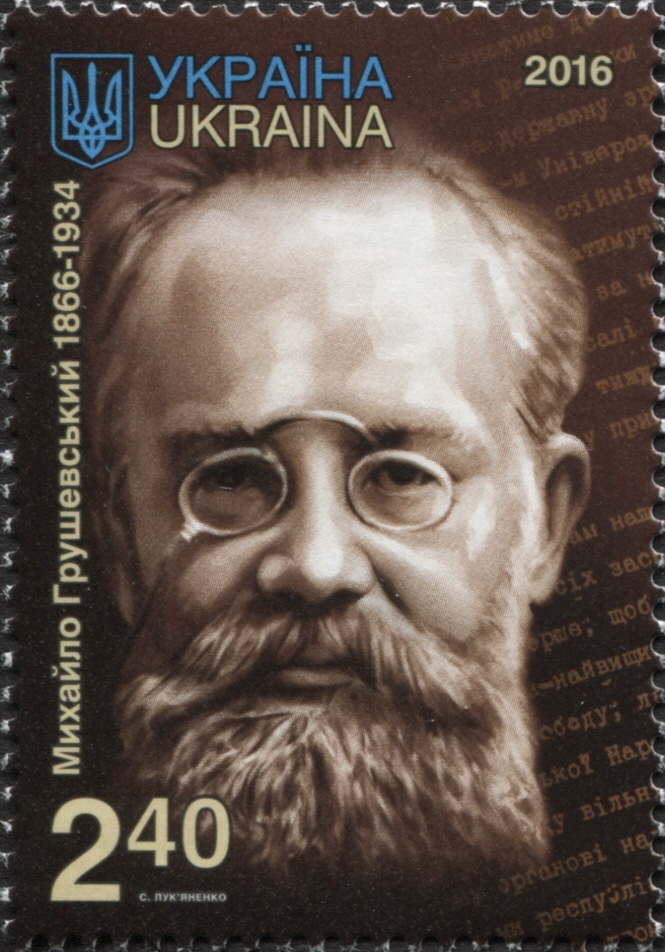
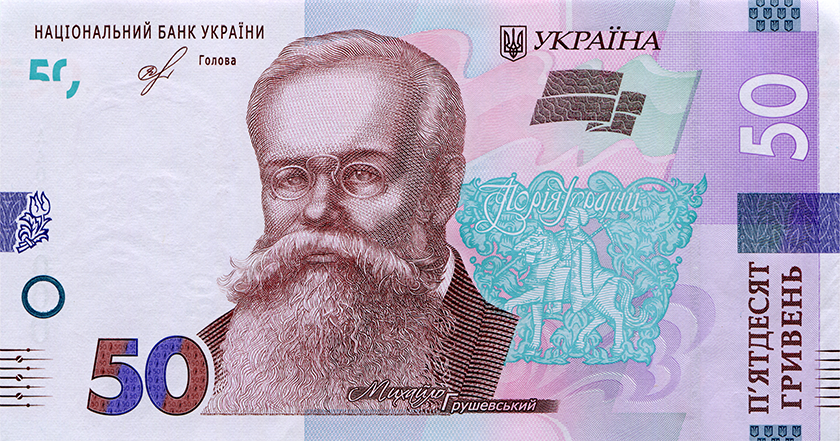
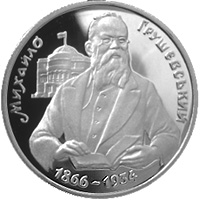
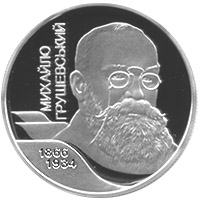

### Памятники
Памятник Грушевскому установлен в Киеве рядом с институтом филологии им. Тараса Шевченко, во Львове на проспекте Шевченка, а также в Луцке, Червонограде и Баре.

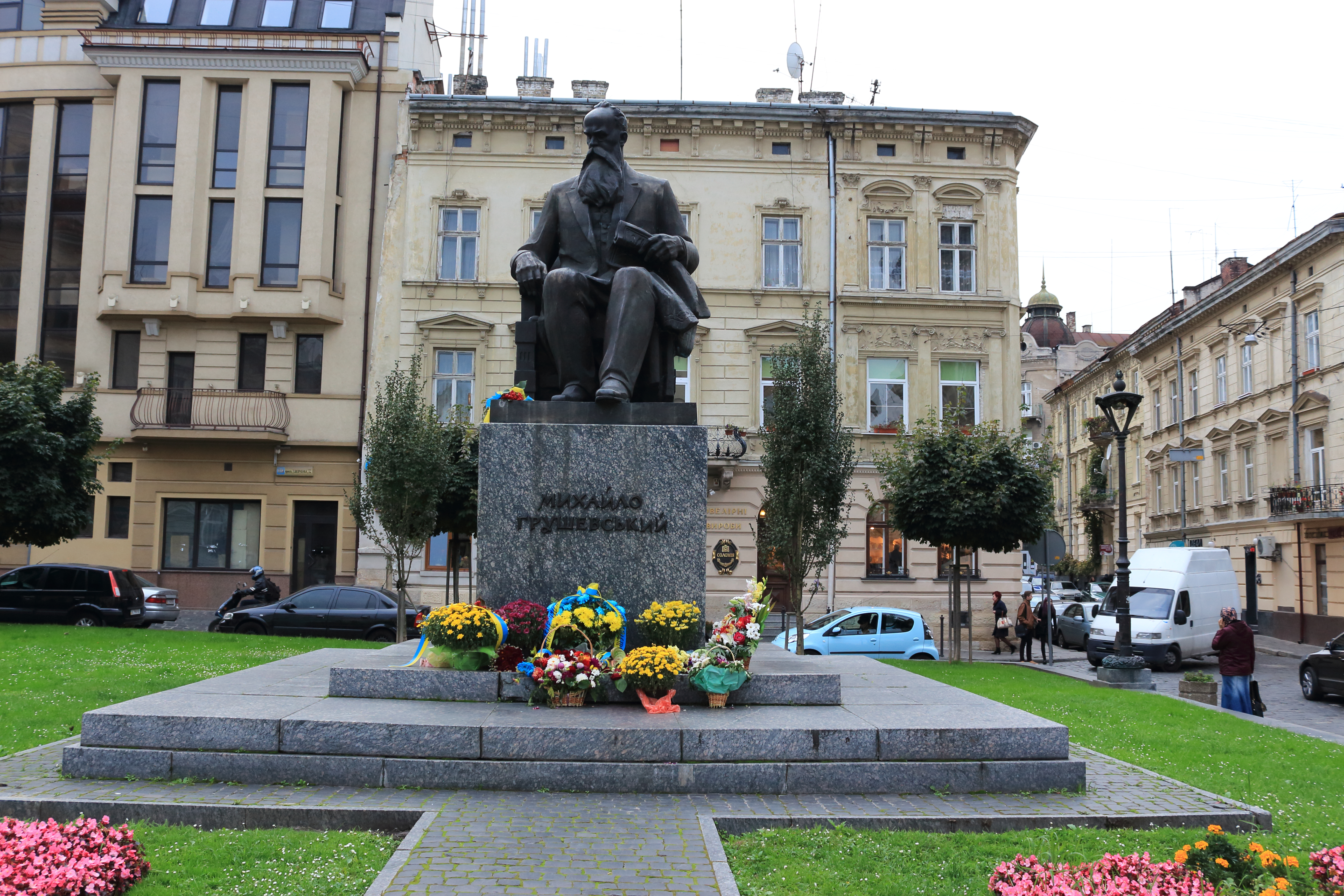
Во Львове

### Киновоплощения
| Год  | Страна  | Название                        | Режиссёр                          | В роли           | Примечания                      |
| ---- | ------- | ------------------------------- | --------------------------------- | ---------------- | ------------------------------- |
| 1957 | СССР    | «Правда»                        | Виктор Добровольский Исаак Шмарук | Сергей Петров    | Экранизация пьесы А. Корнейчука |
| 1970 | СССР    | «Мир хижинам — война дворцам»   | Исаак Шмарук                      | Александр Гай    | Экранизация романа Ю. Смолича   |
| 1970 | СССР    | «Семья Коцюбинских»             | Тимофей Левчук                    | Лаврентий Масоха |                                 |
| 2017 | Украина | «Слуга народа 2»                | Алексей Кирющенко                 | Юрий Крапов      |                                 |
| 2018 | Украина | «Тайный дневник Симона Петлюры» | Олесь Янчук                       | Богдан Бенюк     |                                 |
| 2019 | Украина | «Круты 1918»                    | Алексей Шапарев                   | Сергей Дзялик    |                                 |

## Работы
- История украинской литературы (Історія української літератури)
- История Украины — Руси (Історія України-Руси)
- Очерк истории Киевской земли от смерти Ярослава до конца XIV столетия на сайте «Руниверс»

### Прижизненные публикации
- Южнорусские господарские замки в половине XVIII века. Киев: Тип. Имп. ун-та св. Владимира, 1890.
- Волынский вопрос. 1097—1102 г. Киев, 1891.
- Барское староство, исторические очерки (XV—XVIII в.)[32].
- Виїмки з жерел до iсторії України-Руси до половини XI віка. Львів: накл. авт., 1895.
- Звенигород Галицький // Зап. НТШ, т. XXXI—XXXII — 1896.
- Описи Ратенського староства в 1500—1512 рр. // Зап. НТШ, т. XXVI, кн. VI — 1898, с. 1—40.
- Похоронне поле в с. Чехах. [S.l.], 1899.
- Хмельницький i хмельнищина. Львів, 1901.
- Очерк истории украинского народа. — СПб., 1904.
- Iсторія України-Руси. Тт. 1-4. Львів, 1904—1907. (неоднократно переиздавалась)
- Ещё о грамотах кн. Льва Галицкого. СПб.: Тип. Имп. Акад. наук, 1905.
- З біжучої хвилi. Київ, 1906.
- Украинство в России, его запросы и нужды. СПб., 1906.
- Gruschewski, M. Die Kleinrussen. In: Melnik, J. (1906): Russen über Russland. Frankfurt a. M., Rütten & Loening, S. 616—640.
- За український маслак. Київ, 1907.
- Движение политической и общественной украинской мысли в XIX столетии. СПб.: Тип. т-ва «Общественная польза», 1907.
- Единство или распадение России. СПб.: Тип. т-ва «Общественная польза», 1907.
- Из польско-украинских отношений Галиции. СПб.: Тип. т-ва «Общественная польза», 1907.
- Освобождение России и украинский вопрос. СПб.: Тип. т-ва «Общественная польза», 1907.
- Украинский вопрос. СПб.: Тип. т-ва «Общественная польза», 1907.
- Володимир Антонович. Київ, 1909.
- Байда-Вишневецький в поезії й iсторії. Київ, 1909.
- На українськие теми: на новий рік // ЛНВ, № 45 — 1909, с. 115—126.
- Ukraine-Weissrussland-Litauen // Ukrainische Rundschau, № 2 — 1909.
- Очерк истории Киевской земли от смерти Ярослава до конца XIV столетия. Киев-Одесса, 1911.
- Культурно-національний рух на Українi в XVI—XVII віцi. Київ, 1912.
- История украинского казачества до соединения с Московским государством. Тт. 1-2. Киев, 1913—1914.
- Ein Ueberblick der Geschichte der Ukraine. Wien: Verlag d. Bundes zur Befreiung d. Ukraina, 1914.
- Прѣглед на украинската история. София: Союз за освобождаване на Украйна, 1914.
- Як жив український народ. Царгород: накл. Союзу Визволення України, 1915.
- Die ukrainische Frage in historischer Entwicklung. Lemberg: Verlag d. Bundes zur Befreiung d. Ukraina, 1915. (английская версия — The Historical evolution of the Ukrainian Problem. London, 1915, перевод Джорджа Раффаловича).
- Украинскій народъ въ его прошломъ и настоящемъ[33].
- Geschichte der Ukraine. T. 1. Lemberg, 1916.
- Студії з економичної iсторії України. Київ: Укр. Центр. Рада, 1917.
- Якої ми хочемо автономії і федерації. Київ, 1917.
- Хто такі українці і чого вони хочуть. Київ, 1917.
- Всесвітня iсторія в короткім оглядi. Ч. 1-2. Київ, 1917.
- Вільна Україна. Київ, 1917.
- На порозi нової України. Київ, 1918.
- Про старi часи на Українi. Киів, 1918.
- Иллюстрированная история Украины (неоднократно переиздавалась)[34][35].
- З починів українського соціялістичного руху. Відень, 1922.
- Хмельниччина в розцвітi (1648—1650). Київ-Відень, 1922.
- З iсторії релігiйної думки на Українi. Львів, 1925.
- Автобіографія. Київ, 1926.